# Napaisaurus
Napaisaurus guangxiensis is een plantenetende ornitischische dinosauriër, behorende tot de Euornithopoda, die tijdens het vroege Krijt leefde in het gebied van de huidige Volksrepubliek China.
In 2020 werden in Guangxi de resten gevonden van een euornithopode.
In 2021 benoemden en beschreven Ji Shuan en Zhang Pei de typesoort Napaisaurus guangxiensis. De geslachtsnaam verwijst naar het Napaibassin. De soortaanduiding verwijst naar de herkomst uit Guangxi.
Het fossiel is gevonden in een laag van Xinlongformatie, ook wel Napaiformatie genoemd, die wellicht dateert uit het Aptien-Albien. Het bestaat uit bekkenelementen: een rechterdarmbeen en een rechterzitbeen.
Het darmbeen is een halve meter lang. Dat wijst op een lichaamslengte van vier meter.
Er werd in een traditionele diagnose een combinatie van drie typerende kenmerken vermeld. Bij het darmbeen is het achterblad onderaan naar binnen verbreed, een korte brede onderrand vormend. Bij het darmbeen is het raakvlak van het aanhangsel voor het zitbeen breed en hol. Bij het zitbeen is het voetstuk richting darmbeen bovenaan aanzienlijk naar buiten verbreed en het raakvlak steekt sterk uit. Dit zijn overigens geen autapomorfieën maar synapomorfieën van de Iguanodontia.
Napaisaurus werd in 2021 basaal in de Iguanodontia geplaatst.